# أوليفر لوزانو
أوليفر لوزانو هو محامي فلبيني، ولد في 13 مايو 1940 في إيلوكوس نورت في الفلبين، وتوفي في 12 أبريل 2018 في كيزون في الفلبين.